# Mercury语言
Mercury是为现实世界使用而开发的函数式逻辑编程语言。最初版本是墨尔本大学计算机科学系的Fergus Henderson、Thomas Conway和Zoltan Somogyi在Somogyi监督下完成的，并在1995年4月8日发行。
Mercury是纯声明式逻辑编程语言。它有关于Prolog和Haskell二者。它的特征是有强、静态、多态类型系统，和强的模态（mode）和确定性系统。
官方实现是墨尔本Mercury编译器，可以在多数Unix和类Unix平台上获得到，包括Linux、macOS和Windows。

## 語法

### Hello World 程序
下面是"Hello World"
```
:-
 
module
 
hello
.

 

:-
 
interface
.

 

:-
 
import_module
 
io
.

 

:-
 
pred
 
main
(
io
:
:di
,
 
io
:
:uo
)
 
is
 
det
.

 

:-
 
implementation
.

 

main
(!
IO
)
 
:-

    
io
.
write_string
(
"世界，你好！\n"
,
 
!
IO
).

```

## 引用
1. ↑  . 2023年9月8日  [2023年9月18日].
2. ↑  .   [2021-02-10]. （原始内容存档于2021-02-15）.